# Île de l'Ouest
L'île de l'Ouest est une île de l'océan Indien austral appartenant à l'archipel des Kerguelen. Elle se situe à l'ouest de l'île principale de l'archipel : la Grande Terre. Elle dépend administrativement du district de Kerguelen des Terres australes et antarctiques françaises. D'origine volcanique, l'île s'étend sur 32 km2 et son relief escarpé culmine à 617 m d'altitude. Elle est exposée au climat subantarctique particulièrement venteux et humide de la côte ouest de l'archipel. Jamais habitée, l'île est un théâtre d'opération des phoquiers du XIXe et XXe siècles et abrite à ce titre pendant près d'un an des naufragés anglais.

## Géographie

### Situation
L'île de l'Ouest est administrativement rattachée au district de Kerguelen des Terres Australes et Antarctiques Françaises. Elle se situe dans l'océan Indien austral à l'ouest de la Grande Terre de l'archipel de Kerguelen. Elle prolonge la presqu'île des Lacs dont elle n'est séparée que par un étroit chenal, le détroit de la Marianne, d'une cinquantaine de mètres dans sa plus faible largeur. Son orientation est-ouest perpendiculaire à l'alignement général de la côte ouest de la Grande Terre délimite deux baies : la baie du Noroît au nord et la baie Bretonne au sud.  L'île est classée, depuis 1985, en zone de protection intégrale. Depuis 2006, elle est intégrée à la réserve naturelle nationale des Terres australes françaises dans son périmètre du district de Kerguelen. la protection intégrale est maintenue et concerne aussi les eaux marines environnantes. Dans ce cadre, toute présence humaine est interdite sauf cas de force majeure, raison de souveraineté ou dérogation accordée par le préfet des TAAF dans le cadre de la recherche scientifique,,. 

### Morphologie
L'île a la forme d'un rectangle allongé d'est en ouest et évasé à ses extrémités. Elle mesure 11 km de long pour une largeur atteignant 5 km à l'est et 4 à l'ouest tandis qu'au centre elle se rétrécit pour former une sorte d'isthme de 1,5 km de large. Sa superficie s'établit à 32 km2 soit deux fois celle de l'île d'Ouessant. Elle est ainsi la 5e île de l'archipel par sa superficie ex æquo avec l'île Howe et légèrement en dessous de l'île Longue mais très loin derrière l'île principale : 6 675 km2 pour la Grande Terre. Les côtes de l'île sont échancrées par de nombreuses baies telles : l'Anse du Duncan au nord-est, l'Anse du Monument au centre de la côte nord, l'Anse Louison à l'extrémité ouest. La baie la plus importante est la passe des Trois Canots entre la côte sud-est et l'île de la Francès. Mise à par la modeste île de la Francès (50 ha) et le voisinage de la Grande Terre, l'île est entourée de nombreux îlots et récifs,.  

### Relief et hydrographie
Le relief de l'île, souvent très escarpé, culmine au pic d'Orléans dans le massif montagneux de l'ouest à 617 m. C'est dans ce massif que se trouvent les deux plus grands lacs de l'île. Le plus grand des deux, le lac de la Grande Chaudière mesure 32 ha et est la source d'un petit cours d'eau de 2 km. Au centre l'altitude s'abaisse sous les 100 m voire les 50 m d'altitude dans une zone comprenant de nombreux lacs appelés collectivement les lacs de la Selle.  A l'est, le relief s'accentue à nouveau pour culminer à 269 m,,.

### Géologie
Les roches volcaniques dominent, ce sont des basaltes en plateau du début du miocène, datés de 22 Ma qui occupent le centre et l'est de l'île. À l'ouest, au contraire les roches plutoniques datées de 15 Ma sont majoritaires, formant un massif intrusif dans les basaltes. Ce massif, concentrique, est  constitué de microgabbros et gabbros en périphérie et de syènites et de microsyénites au centre. Enfin le cœur de ce massif plutonique est marqué par un volcanisme explosif tardif, daté du quaternaire, centré sur le lac de la Grande Chaudière. De cette époque datent aussi des filons trachytiques. Les principales failles identifiées sont orientées grossièrement nord-ouest/sud-est. Elles délimitent en particuliers la partie centrale abaissée de l'île, y compris la passe la séparant de l'île de la Francès,.

## Histoire

### Toponymie
Les phoquiers et baleiniers américains et britanniques du XIXe siècle donnent à l'île les noms de West Island (île de l'Ouest) ou de Saddle Island (île de la Selle). Le premier nom tient à la position géographique de l'île dans l'archipel des Kerguelen et le second est lié au profil caractéristique de l'île : surélevé à l'ouest et à l'est, abaissé au centre. Ce dernier nom nous est rapporté par les récits du marin anglais John Nunn qui connaît deux naufrages sur l'île.

### Les naufrages de John Nunn et ses compagnons

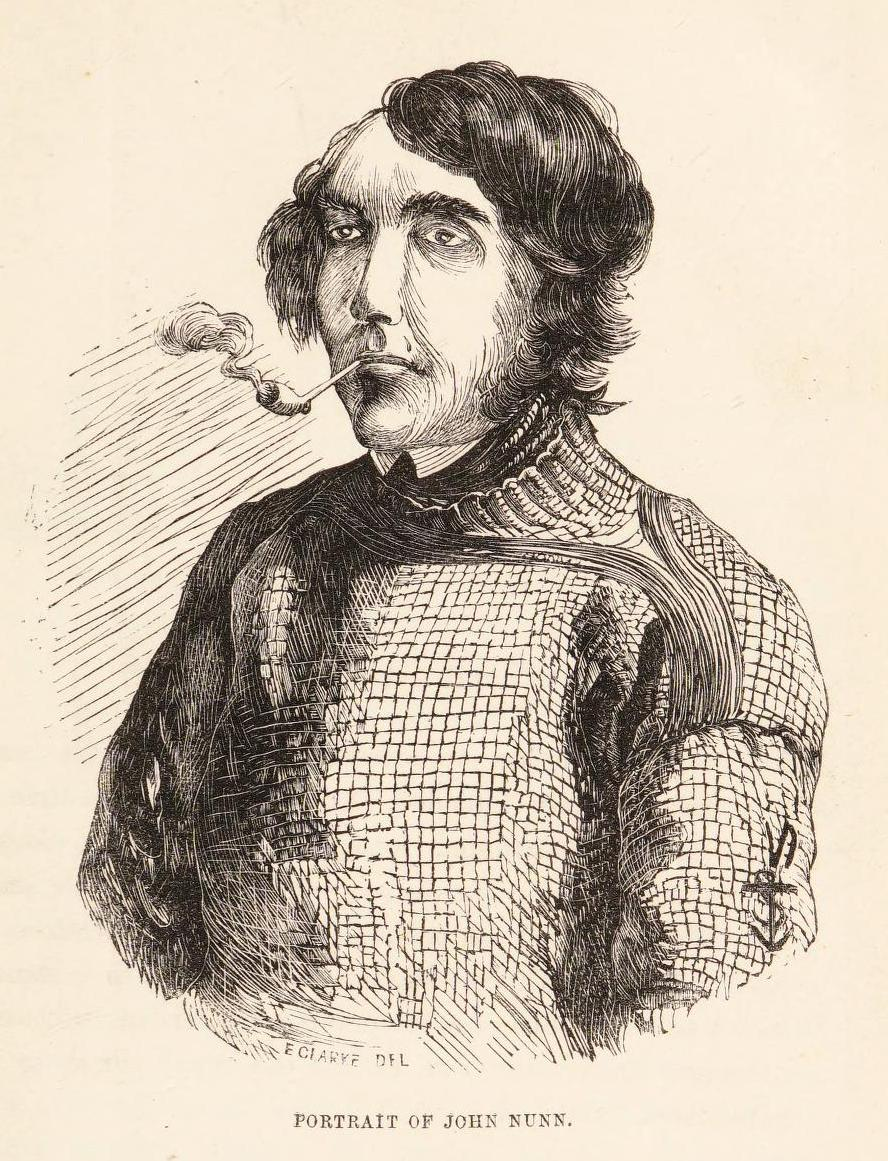
Portrait du marin anglais John Nunn vers 1849.

John Nunn est un marin anglais. Il s'engage, à Londres, en 1825, sur le Royal Sovereign pour une campagne de chasse aux phoques aux îles Kerguelen. Lui et ses compagnons font un premier naufrage sur l'île de l'Ouest, le 3 novembre 1825. Leur chaloupe, la Francès, échoue dans la passe des Trois Canots au sud de l'île en pleine tempête. Ils trouvent refuge dans une grotte aménagée avec le matériel sauvé de l'épave et sont secourus 15 jours plus tard. Toutefois John Nunn fait de nouveau naufrage, avec presque les mêmes compagnons d'infortune, sur l'île le 26 décembre 1825. Leur chaloupe, la Favorite, connaît une voie d'eau impromptue dans le détroit de la Marianne qui sépare l'île de l'Ouest de la Grande Terre. Les naufragés se réfugient dans une chaloupe abandonnée sur la côte de l'île de l'Ouest par une précédente expédition en 1820 : la Loon. Ils se nourrissent d'éléphants de mer, d'oeufs, de poissons et de coquillages. La graisse des éléphants de mer fourni le combustible. Ils quittent définitivement l'île un an plus tard jour pour jour, le 26 décembre 1826, sur la chaloupe Loon renflouée. Ils trouvent refuge sur la côte orientale de la Grande Terre aux conditions de vie plus favorables. Finalement, ils passent près de quatre ans dans l'archipel des Kerguelen,,.

### L'exploration scientifique
Après la seconde prise de possession des îles Kerguelen par la France en 1893, l'île de l'Ouest s'inscrit dans les projets d'exploration systématique, hydrologique et géologiques de l'archipel. Ainsi le marin Raymond Rallier du Baty, lors de sa deuxième expédition aux Kerguelen (1913-1914) aborde l'île de l'Ouest et précise sa cartographie. Il laisse à une anse du détroit de la Marianne, Port-Curieuse, le nom de son bateau. Il est suivi par le géologue Edgar Aubert de la Rüe en février 1929,.